# Кухня. Последняя битва
«Ку́хня. После́дняя би́тва» — российский полнометражный комедийный фильм режиссёра Антона Федотова. Является продолжением шестого сезона телесериала «Кухня». Премьера фильма в России в кинотеатрах состоялась 20 апреля 2017 года, а 28 августа этого же года лента была показана на телеканале «СТС». Последняя кинороль Олега Табакова.

## Сюжет
После получения звезды «Мишлен» Виктор Баринов выходит на пенсию, занимается разведением пчёл и воспитывает внучку, но не оставляет надежд снова блеснуть на кулинарном поприще со своей слаженной командой профессионалов. И судьба предоставляет ему такой шанс — герои получают право представлять Россию на международном кулинарном чемпионате в Сочи, ведущим которого становится сам Дмитрий Нагиев.
К тому же у Виктора объявляется внебрачный сын — мстительный, азартный, обиженный на отца Иван, попавший в поле зрения полиции после хакерской атаки на телевидении. Свобода сына и исход переговоров между Россией и Китаем теперь зависят от выступления Виктора и его команды. Во время поездки в Сочи Иван встречает свою любовь — Анну, члена кулинарной сборной Франции, а Дмитрий Нагиев оказывается в сложной ситуации с абхазскими горцами.

## В ролях
— главная роль
| Актёр                        | Роль |
| ---------------------------- | --- |
| Дмитрий Назаров              | шеф-повар кулинарной сборной России Виктор Петрович Баринов                                                                 |
| Дмитрий Нагиев               | хозяин ресторана Claude Monet, ведущий кулинарного чемпионата мира Дмитрий Владимирович Нагиев                              |
| Сергей Лавыгин               | шеф-повар ресторана Victor, повар кулинарной сборной России, специалист по мясу Сеня (Арсений Андреевич Чуганин)            |
| Олег Табаков                 | Пётр Аркадьевич Баринов отец Виктора Баринова                                                                               |
| Анфиса Черных                | повар кулинарной сборной Франции Анна Сирина возлюбленная Ивана                                                             |
| Кирилл Ковбас                | хакер, повар кулинарной сборной России Иван Викторович Набоков внебрачный сын Виктора Баринова                              |
| Сергей Епишев                | су-шеф кулинарной сборной России Лёва (Лев Семёнович Соловьёв)                                                              |
| Михаил Тарабукин             | повар кулинарной сборной России, специалист по рыбе Федя (Фёдор Михайлович Юрченко)                                         |
| Никита Тарасов               | кондитер-пекарь кулинарной сборной России Луи Бенуа                                                                         |
| Валерия Федорович            | су-шеф молекулярной кухни кулинарной сборной России Катя (Екатерина Викторовна Семёнова) дочь Виктора Баринова, жена Дениса |
| Михаил Башкатов              | музыкант Денис Андреевич Крылов муж Кати                                                                                    |
| Марина Могилевская           | Елена Павловна Соколова жена Виктора Баринова                                                                               |
| Ольга Кузьмина               | арт-директор ресторана Victor Анастасия Степановна Фомина                                                                   |
| Диана Пожарская              | горничная бутик-отеля Eleon Дарья Ивановна Канаева                                                                          |
| Василиса Немцова             | дочь Дениса и Кати Маша |
| Анатолий Горбунов            | президент России |
| Игорь Иванов                 | начальник управления протокола президента РФ Сергей Сергеевич                                                               |
| Владислав Гандрабура-младший | друг Ивана |
| Олег Гаас                    | первый гвардеец |
| Андрей Сорока                | второй гвардеец |
| Валерий Афанасьев            | русский турист |
| Ольга Васильева              | русская туристка |
| Дениз Таджеддин              | Роза |
| Юсуп Омаров                  | Хасик |
| Тимур Аршба                  | Мамука |
| Арслан Мурзабеков            | Бабасик |
| Лаврентий Ахба               | дед Махас старейшина |
| Микаэл Джанибекян            | таксист |
| Виктория Цыганкова           | мать Ивана, бывшая возлюбленная Виктора Петровича                                                                           |
| Антон Лапенко                | диктор |

### Камео
| Актёр              | Роль                                 |
| ------------------ | ------------------------------------ |
| Светлана Зейналова | ведущая новостей                     |
| Антон Федотов      | режиссёр кулинарного чемпионата мира |
| Андрей Малахов     | ведущий кулинарного чемпионата мира  |

Также в съёмках приняли участие звёзды мировой кухни — Стюарт Ян Белл, Демиен Дювио, Уильям Ламберти и другие.

## Создание
Изначально съёмки фильма планировались в Китае (рабочее название было «Кухня в Шанхае»). Однако в итоге фильм решили снимать в России (в Сочи и Москве) и Абхазии и уже под другим названием — «Кухня. Последняя битва». Сами съёмки проходили с сентября 2016 года по февраль 2017 года.
Тизер-трейлер появился в сети 5 декабря 2016 года.

## Критика
Фильм получил высокие оценки кинокритиков.